# Feito pras Damas
Feito pras Damas é o quarto álbum de estúdio da dupla de hip-hop Bonde da Stronda, e o segundo no formato de mixtape. O lançamento do álbum ocorreu no dia 18 de janeiro de 2013.

## Fundo
Logo após o lançamento de seu terceiro álbum de estúdio, o mixtape Corporação, em julho de 2012, Bonde da Stronda logo anunciou que um novo álbum seria lançado, também no formato de mixtape, em novembro de 2012. Porém ocorreu atrasos em suas gravações devido a um projeto paralelo do grupo de dois singles, onde cada integrante falava sobre seu hobbie. Mr. Thug relata seu antigo vício e paixão por tatuagens com o single "Tem Espaço? Faz Tatuagem!",  lançado no dia 7 de dezembro de 2012. Logo mais, Léo Stronda relata sobre sua dedicação e paixão pela academia e o fisiculturismo em "Bonde da Maromba", a estreia ocorreu no dia 17 de dezembro.
Em 12 de janeiro o grupo postou em sua página oficial do Facebook que as gravações já haviam sido finalizadas, e também liberaram o nome das sete faixas do álbum. Feito pras Damas foi lançado oficialmente no dia 18 de janeiro de 2013. Logo mais tarde o álbum foi lançado para download digital grátis no site oficial do Bonde da Stronda.
Após estourar nos principais canais de música com seus clipes anteriores, Bonde da Stronda voltam aos estúdios e às ruas. No dia 13 de julho de 2013, em apresentação a JMCD Channel, Mr. Thug anuncia que teriam começado as gravações de um videoclipe no topo da Barra da Tijuca, Rio de Janeiro, para a canção "Eu Só Queria", ele apenas disse em seguida "Vocês vão conferir logo mais nosso novo clipe, é isso ai". A partir de 18 de julho, Bonde da Stronda, principalmente Mr. Thug, veio postando curtos videos e algumas fotos em suas redes sociais das gravações e dos bastidores do videoclipe. Em 9 de agosto foi lançado um teaser de 39 segundos do clipe, anunciando também uma data para o dia 15 de agosto. Sendo dirigido e editado por Junior Marques, as gravações aconteceram nas praias de Itacoatiara, em Niterói, região metropolitana do Rio e também na Praia de Grumari, na Barra da Tijuca. A atriz Jade Seba participou das gravações; com um ar sombrio, a musa aparece de caveira logo nas primeiras cenas do clipe.
A canção "Eu Só Queria" foi regravada para a versão do videoclipe, que foi lançado no dia 15 de Agosto de 2013.

## Faixas
Todas as canções foram escritas e compostas por Mr. Thug, exceto onde está indicado.
| Edição Padrão  |                                         |         |  |
| N.º            | Título                                  | Duração |  |
| 1.             | "Eu Só Queria"                          | 3:50    |  |
| 2.             | "Vem Amor"                              | 2:46    |  |
| 3.             | "Essa Mina é mó Zoeira"                 | 3:57    |  |
| 4.             | "Ela só Quer Alguém"                    | 3:51    |  |
| 5.             | "O Nosso Tempo Passou"                  | 4:23    |  |
| 6.             | "O Mundo Girou" (Léo Stronda, Mr. Thug) | 3:38    |  |
| 7.             | "Eu Amo Você"                           | 4:42    |  |
| Duração total: | Duração total:                          | 25:07   |  |